# Japan Rail Pass
Der Japan Rail Pass (jap. ジャパンレールパス japan rēru pasu) ist ein Zugpass, der von der Japan Railway Group verkauft wird und für die meisten Verkehrsmittel der JR Group benutzt werden kann. Der Zugpass wurde entwickelt, um das Reisen und den Tourismus in ganz Japan zu fördern.

## Rail Pass
Der Rail Pass ist in zwei Varianten erhältlich, eine für jede der Wagenklassen: Standard Klasse (普通車 futsū-sha) und Erste Klasse oder Green Car (グリーン車 gurīn-sha). Außerdem ist der Pass zeitlich begrenzt. Es sind Pässe für 7, 14 oder 21 aufeinanderfolgende Tage verfügbar. Nachfolgende Tabelle fasst Preise (in Yen) und Zeiträume für jeden Pass zusammen. Der Gutschein (Exchange Order, siehe unten) wird im jeweiligen Heimatland gekauft und umgerechnet nach aktuellen Wechselkursen in heimischer Währung bezahlt.
| Klasse                   |             | 7 Tage  | 14 Tage  | 21 Tage  |
| ------------------------ | ----------- | ------- | -------- | -------- |
| Erste Klasse (Green Car) | Erwachsener | ¥70.000 | ¥110.000 | ¥140.000 |
| Erste Klasse (Green Car) | Kind        | ¥35.000 | ¥55.000  | ¥70.000  |
| Standard-Klasse          | Erwachsener | ¥50.000 | ¥80.000  | ¥100.000 |
| Standard-Klasse          | Kind        | ¥25.000 | ¥40.000  | ¥50.000  |

## Gutschein (Exchange Order)
Der Rail Pass wird von der JR Group vertrieben, es muss aber ein Gutschein in einem Reisebüro außerhalb Japans gekauft werden. Der Gutschein wird außerdem von den japanischen Fluggesellschaften Japan Airlines und All Nippon Airways verkauft. Er kann nicht innerhalb Japans gekauft werden.
Der Gutschein selbst kann nicht für das Reisen benutzt werden und muss an einem JR-Fahrkarten-Schalter (みどりの窓口 midori no madoguchi) in einem der folgenden JR-Bahnhöfe umgetauscht werden:
| - Bahnhof Kushiro - Bahnhof Obihiro - Bahnhof Asahikawa - Bahnhof Sapporo - Bahnhof Flughafen Neu-Chitose - Bahnhof Hakodate - Bahnhof Aomori - Bahnhof Hachinohe - Bahnhof Akita - Bahnhof Sendai - Bahnhof Yamagata - Bahnhof Fukushima - Bahnhof Niigata - Bahnhof Nagano - Bahnhof Flughafen Tokio-Haneda - Bahnhof Flughafen Tokio-Narita - Bahnhof Flughafen Tokio-Narita Terminal 2 - Bahnhof Tokio | - Bahnhof Ueno - Bahnhof Shinjuku - Bahnhof Shibuya - Bahnhof Ikebukuro - Bahnhof Shinagawa - Bahnhof Yokohama - Bahnhof Shin-Yokohama - Bahnhof Odawara - Bahnhof Mishima - Bahnhof Shizuoka - Bahnhof Hamamatsu - Bahnhof Nagoya - Bahnhof Kanazawa - Bahnhof Kyōto - Bahnhof Shin-Osaka - Bahnhof Osaka | - Bahnhof Flughafen Kansai - Bahnhof Sannomiya - Bahnhof Okayama - Bahnhof Matsue - Bahnhof Hiroshima - Bahnhof Shimonoseki - Bahnhof Takamatsu - Bahnhof Matsuyama - Bahnhof Tokushima - Bahnhof Kokura - Bahnhof Hakata - Bahnhof Nagasaki - Bahnhof Kumamoto - Bahnhof Ōita - Bahnhof Myazaki - Bahnhof Kagoshima-Chūō |

## Gültigkeit
Der Pass ist gültig für die Benutzung von Verkehrsmitteln der Japan Railways Group (JR) im gesamten Land in der ausgezeichneten Wagenklasse auf folgenden Linien:

### Zug
- Shinkansen, außer Nozomi und Mizuho
- interregionale Expresszüge (Limited Express) (特急 tokkyū)
- Expresszüge (Express) (急行 kyūkō)
- Schnellzüge (Rapid (快速 kaisoku) und Special Rapid (新快速 shin-kaisoku))
- Regionalzüge (Local) (普通 futsū)

### Bus
- JR Hokkaidō Bus
- JR Bus Tohoku
- JR Bus Kanto
- JR Tokai Bus
- West Japan JR Bus
- Chugoku JR Bus
- JR Shikoku Bus
- JR Kyushu Bus

#### Autobahn-Buslinien
- Sapporo → Otaru
- Morioka → Hirosaki
- Tokio → Nagoya, Kyōto, Osaka, Tsukuba Center
- Nagoya → Kyōto, Osaka
- Osaka → Tsuyama, Kasai Flower Center

### Fähren
- JR Miyajima-Fähre (Miyajima → Miyajimaguchi)

## Bedingungen für den Umtausch
Der Rail Pass wurde für den Tourismus eingeführt und ist deshalb an einige Bedingungen gebunden.

### Anspruchsvoraussetzungen
Der Benutzer muss eine der zwei folgenden Bedingungen erfüllen:
- Ein Tourist mit einem „Zeitweiliger-Besucher“-Sticker (Temporary Visitor) im Reisepass. Dieses wird in der Regel automatisch vermerkt.[4] Dieser Reisepass muss beim Umtausch des Gutscheins gezeigt werden, eine Fotokopie ist nicht erlaubt. (Gilt nicht für Leute mit einem Working-Holiday-Visum!)
- Ein japanischer Staatsbürger, der im Ausland lebt,
  - und dort dauerhaft wohnt, oder
  - mit einer Person ohne japanische Staatsangehörigkeit verheiratet ist, die in einem anderen Land als Japan lebt.

### Einlösen des Gutscheins
Der Gutschein muss innerhalb von drei Monaten nach Ausstellung gegen den Japan Rail Pass eingetauscht werden. Dabei muss das Datum angegeben werden, ab dem der Japan Rail Pass gültig sein soll. Dieses Datum muss innerhalb eines Zeitraums von einem Monat nach Umtausch des Gutscheins sein.